# Integrone
Un integrone è una sequenza di DNA che permette l'inserzione di alcuni elementi trasponibili (che si spostano). L'integrone è in grado di intrappolare dei geni mobili inattivi, detti cassette geniche (o geni cassetta), ed esprimerli, rendendoli funzionali. Le cassette geniche si trovano nel citoplasma anche come elementi circolari, ma non sono in grado di esprimere i propri geni senza integrarsi nel genoma batterico, perché in genere sono sequenze prive di promotore.
Gli integroni sono costituiti da un gene che codifica per un'integrasi e un sito di ricombinazione. Le cassette geniche sono costituite da sequenze nucleotidiche invertite ripetute su cui l'integrasi agisce, integrando il gene cassetta. Il gene cassetta, una volta entrato a far parte dell'integrone, può essere trasposto.
Gli integroni possono trovarsi sui cromosomi procariotici, sui plasmidi e sui trasposoni e sono in grado di trasmettere la resistenza agli antibiotici. Essi fanno parte degli elementi trasponibili, assieme alle sequenze di inserzione (IS) e i trasposoni. Il processo di integrazione è mediato dall'enzima integrasi.